# Karassu
Karassu (en rus: Карасу) és un poble de la república del Daguestan, a Rússia. Segons el cens del 2010 tenia 761 habitants.